# Гори Гілларі
Гори Гілларі (англ. Hillary Montes) — система гір на Плутоні, що розташована на заході рівнини Супутника між горами Барре й Тенцинга. Майже 390 км у поперечнику. Назву затверджено МАСом 8 серпня 2017 року. Гори іменовано на честь Едмунда Гілларі, який 1953 року разом із Тенцингом Норгеєм уперше досяг вершини найвищої гори Землі, Евересту.